# Hermann Collitz
Hermann Collitz (* 4. Februar 1855 in Bleckede; † 13. Mai 1935 in Baltimore) war ein US-amerikanischer Sprachwissenschaftler deutscher Herkunft, der sich besonders mit der griechischen und deutschen Dialektologie beschäftigte.

## Leben
Hermann Collitz, der Sohn eines Landwirts, besuchte bis 1875 das Johanneum Lüneburg und studierte anschließend Klassische Philologie, Germanistik und Vergleichende Sprachwissenschaft an der Georg-August-Universität Göttingen. 1878 wurde er bei August Fick mit der Dissertation Die Entstehung der indoiranischen Palatalreihe promoviert und konnte mit einem staatlichen Stipendium seine Studien in Berlin fortsetzen. Damals trat Collitz auch mit dem Göttinger Sprachwissenschaftler Friedrich Bechtel in Kontakt, mit dem ihn bis an sein Lebensende eine lange Freundschaft verband.
1883 erhielt Collitz eine Volontärsstelle an der Universitätsbibliothek zu Halle. 1884 wurde er als wissenschaftlicher Hilfsarbeiter angestellt. 1885 habilitierte er sich an der Universität Halle mit der Schrift Die Flexion der Nomina mit dreifacher Stammabstufung im Altindischen und im Griechischen – Die Casus des Singular. Er erhielt die venia legendi für die Fächer Deutsche Philologie, Sanskrit und vergleichende Sprachwissenschaften.
1886 wanderte Collitz in die Vereinigten Staaten aus, wo er als Dozent am Bryn Mawr College lehrte und forschte. 1907 wechselte er an die Johns Hopkins University auf den Lehrstuhl der Germanischen Philologie (1928 emeritiert). Von 1924 bis 1925 war er Präsident der neu gegründeten Linguistic Society of America. Seit 1902 war er gewähltes Mitglied der American Philosophical Society.
Collitz beschäftigte sich besonders mit der Dialektkunde des Griechischen und Deutschen. Neben Wörterbüchern und Abhandlungen über deutsche Dialekte gab er gemeinsam mit Friedrich Bechtel das Standardwerk Sammlung der griechischen Dialekt-Inschriften (Göttingen 1884–1915) heraus.
Collitz war seit 1904 mit Klara Hechtenberg (1863–1944) verheiratet, die ebenfalls als germanistische Forscherin und Dozentin tätig war. Nach seinem Tod wurde auf ihren Wunsch die Hermann and Klara H. Collitz Professorship for Comparative Philology an der Stanford University eingerichtet.